# Lista lotniskowców warsztatowych Royal Navy
Royal Navy zbudowała trzy lotniskowce-okręty warsztatowe samolotów (ang. aircraft repair ship) dla swojej Fleet Air Arm przed i w czasie II wojny światowej. Kryzys abisyński (1934-1935) zademonstrował Admiralicji potrzebę posiadania okrętu pomocniczego, który mógłby wspierać klasyczne lotniskowce, w taki sposób jak okręty-bazy stanowiły wsparcie dla okrętów podwodnych i niszczycieli. Budowę pierwszego okrętu rozpoczęto przed wybuchem II wojny światowej w 1939 roku. HMS „Unicorn” był pierwszym okrętem zbudowanym w historii marynarki wojennej, który mógł przeprowadzić pełny zakres obsługi samolotu i jego remontu oraz prowadzić normalne operacje lotnicze z pokładu lotniczego. „Unicorn” udowodnił w czasie służby, że jest przydatną jednostką, więc Admiralicja zdecydowała się zmienić przeznaczenie dwóch znajdujących się w budowie lekkich lotniskowców (HMS „Perseus” i HMS „Pioneer”) i ukończyć je jako okręty warsztatowe. W przeciwieństwie do „Unicorna”, na pokładzie „Perseusa” i „Pioneera” nie można było wylądować samolotem – te musiały być dostarczone na pokład dźwigami.
„Unicorn” był używany w roli lekkiego lotniskowca w 1943 roku, zanim został wysłany na Ocean Indyjski w roku 1944, gdzie był użyty w swojej pierwotnej funkcji. „Pioneer” dotarł w ten rejon w następnym roku, by wspierać brytyjską Flotę Pacyfiku. „Perseus” dotarł na Pacyfik już po zakończeniu wojny. Wszystkie trzy okręty zostały umieszczone w rezerwie po powrocie na Wyspy Brytyjskie w 1946 roku. „Unicorn” wrócił do służby przed wybuchem wojny koreańskiej i był używany jako okręt do transportu samolotów, ale na czas wojny ponownie wrócił do pełnienia obowiązków okrętu warsztatowego. „Pioneer” wrócił do służby w 1950 roku, by przetestować nowe wyposażenie dla lotniskowców i także został okrętem transportowym dla samolotów. „Perseus” nigdy nie wrócił już do służby. Wszystkie trzy okręty zostały sprzedane na złom w latach 50. XX wieku.

## HMS Unicorn

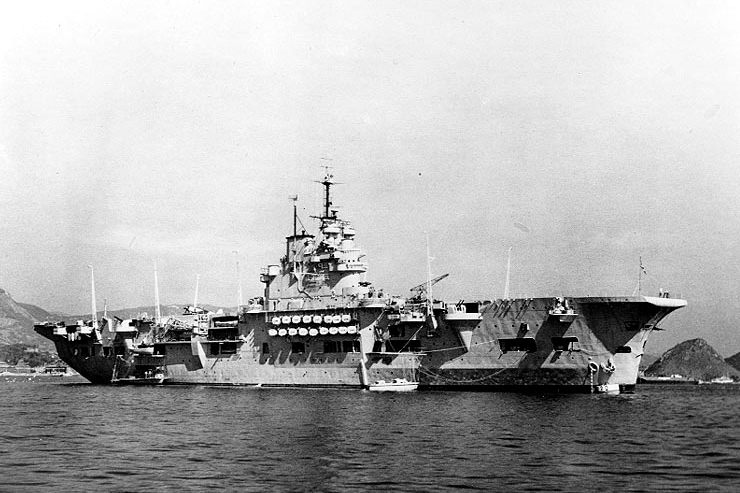
HMS „Unicorn” w Japonii (prawdopodobnie Sasebo)

HMS „Unicorn” był okrętem warsztatowym dla samolotów, którego budowa została rozpoczęta przez Royal Navy pod koniec lat 30. XX wieku. Okręt początkowo został ukończony jako lekki lotniskowiec. Zapewniał osłonę lotniczą wojskom lądującym w Salerno we wrześniu 1943 roku. Po powrocie na Wyspy Brytyjskie okręt został przebudowany na jednostkę warsztatową. Po przeróbce, pod koniec roku, został przekazany do Eastern Fleet na Oceanie Indyjskim. „Unicorn” wspierał lotniskowce floty do momentu utworzenia brytyjskiej Floty Pacyfiku w listopadzie 1944 roku. Został przeniesiony do Australii na początku 1945 roku, gdzie miał wspierać operacje Floty Pacyfiku w czasie operacji Iceberg – alianckiego lądowania na Okinawie w maju 1945 roku. By skrócić czas uzupełniania zapasów na brytyjskich lotniskowcach, okręt bazował na Wyspach Admiralicji i Filipinach do japońskiej kapitulacji. „Unicorn” został wycofany ze służby i umieszczony w rezerwie, po tym jak wrócił na Wyspy Brytyjskie w styczniu 1946 roku.
Okręt wrócił do służby w 1949 roku, by wspierać lotniskowce Floty Dalekiego Wschodu (nazwa nadana po II wojnie światowej Eastern Fleet). Wyładowywał samoloty i sprzęt wojskowy w Singapurze w czerwcu 1950 roku, gdy wybuchła wojna koreańska. Większość konfliktu spędził wożąc samoloty, żołnierzy i zapasy wspierając operacje wojsk Wspólnoty Brytyjskiej. „Unicorn” wspierał także inne lotniskowce w czasie operacji w Korei, ale został także jedynym lotniskowcem, który przeprowadził bombardowanie lądu działami w czasie wojny, gdy zaatakował północnokoreańskich obserwatorów. Okręt wrócił na Wyspy Brytyjskie po wojnie i został przesunięty do rezerwy. Sprzedano go na złom w 1959 roku.
| Nazwa         | Samoloty | Uzbrojenie | Wyporność          | Napęd                               | Służba           | Służba            | Służba            | Służba                                |
| Nazwa         | Samoloty | Uzbrojenie | Wyporność          | Napęd                               | Położenie stępki | Wodowanie         | Wejście do służby | Los                                   |
| ------------- | -------- | --- | ------------------ | ----------------------------------- | ---------------- | ----------------- | ----------------- | ------------------------------------- |
| HMS „Unicorn” | 36       | 8 dział uniwersalnych QF kal. 102 mm Mk XVI (4 x II) 16 dział plot kal. 40 mm (4 x IV) 12 dział Oerlikon 20 mm (2 × II, 8 × I) | 16 510 długich ton | 2 śruby, 2 turbiny parowe, 24 węzły | 29 czerwca 1939  | 20 listopada 1941 | 12 marca 1943     | złomowanie rozpoczęto 15 czerwca 1959 |

## Okręty typu Colossus

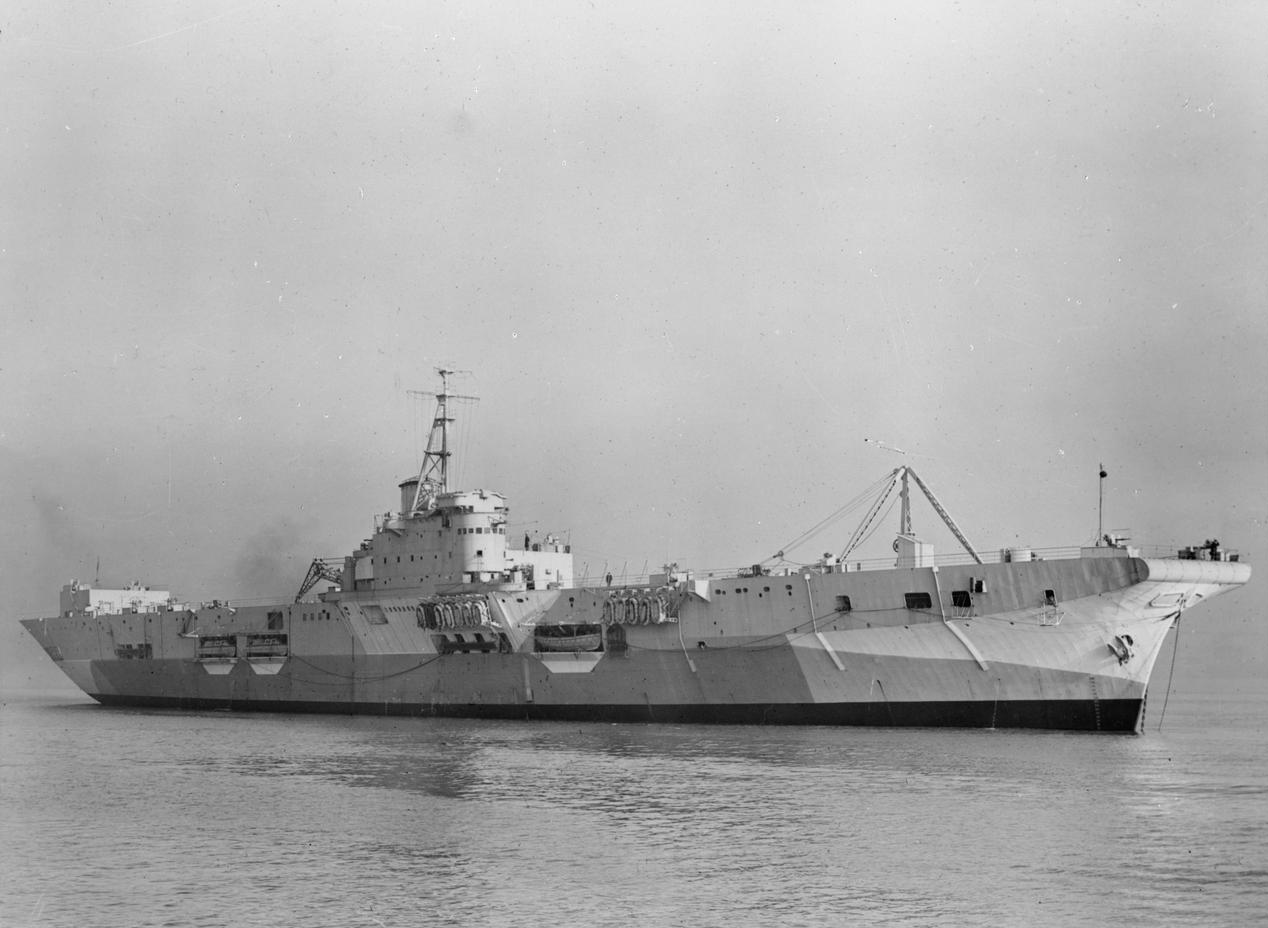
HMS „Pioneer” 3 lutego 1945 roku

HMS „Pioneer” i HMS „Perseus” nie zostały ukończone zgodnie z pierwotnym projektem 1942 Design Light Fleet Carrier (lekkie lotniskowce floty typu Colossus). Sukces „Unicorna” spowodował zmodyfikowanie dwóch jednostek jeszcze w czasie budowy. Okręty zostały ukończone jako jednostki warsztatowe, bez katapult lotniczych i z pomieszczeniami zbudowanymi na pokładzie lotniczym.
„Pioneer” dotarł do Australii na początku 1945 roku, by wspierać operacje prowadzone z bazy na Wyspach Admiralicji przez brytyjską Flotę Pacyfiku przeciw siłom japońskim. Okręt i jego załoga pod koniec 1945 roku zostały wykorzystane do naprawy infrastruktury Hongkongu. Wrócił na Wyspy Brytyjskie na początku 1946 roku. „Pioneer” natychmiast po powrocie został przesunięty do rezerwy i sprzedany w 1954 roku na złom.
„Perseus” został ukończony w 1945 roku, już po zakończeniu II wojny światowej. Odbył podróż do Australii pod koniec tego roku i znalazł się na antypodach w momencie gdy rozpoczęła się akcja wycofywania ludzi, samolotów i innego sprzętu. Po powrocie na Wyspy Brytyjskie na początku 1946 roku „Perseus” został przeniesiony do rezerwy. Okręt wrócił do służby w 1950 roku, by służyć jako jednostka testowa w czasie prób katapult parowych znajdujących się wtedy w fazie rozwoju. Na jego pokładzie przeprowadzono ponad 1600 prób katapulty, zanim została ona zdemontowana w 1952 roku. Okręt został przebudowany na transportowiec samolotów, żołnierzy i sprzętu wojennego. Przesunięty do rezerwy w 1954 roku. Sprzedany na złom w 1958 roku.
| Nazwa         | Samoloty | Uzbrojenie                                                                                       | Wyporność                 | Napęd                                | Służba           | Służba        | Służba                         | Służba                             |
| Nazwa         | Samoloty | Uzbrojenie                                                                                       | Wyporność                 | Napęd                                | Położenie stępki | Wodowanie     | Wejście do służby              | Los                                |
| ------------- | -------- | ------------------------------------------------------------------------------------------------ | ------------------------- | ------------------------------------ | ---------------- | ------------- | ------------------------------ | ---------------------------------- |
| HMS „Pioneer” | Brak     | 24 działa plot. kal. 40 mm Mark VIII 19 × pojedynczych dział przeciwlotniczych Bofors kal. 40 mm | 12 000–12 265 długich ton | 2 śruby, 2 turbiny parowe, 25 węzłów | 2 grudnia 1942   | 26 marca 1944 | 8 lutego 1944                  | sprzedany na złom we wrześniu 1954 |
| HMS „Perseus” | Brak     | 24 działa plot. kal. 40 mm Mark VIII 19 × pojedynczych dział przeciwlotniczych Bofors kal. 40 mm | 12 000–12 265 długich ton | 2 śruby, 2 turbiny parowe, 25 węzłów | 1 stycznia 1943  | 20 maja 1944  | ukończony 19 października 1945 | sprzedany na złom w maju 1958      |